# ハク (姓)
苩氏（はくし）は百済の姓氏の一つである。『隋書』百済条に百済の大姓八族の一つと記録されている。

## 百済苩氏の由来
百済苩氏は、おおよそ馬韓の遺民たちが百済という国の名前から、音が同じ「苩」を姓として採ったものだとみられる。百済滅亡後、苩氏一族たち、または百済遺民たちが発音が同じ漢字である「白」に変姓したものと推定される。王族である扶余氏は、余氏または徐氏と変姓したと伝えられる。苩氏の場合、百済当時、苩氏たちが、「苩」や「白」を混用したとしても、苩氏と白氏が階級や系統が異なっていたことがありうると推定される。あるいは、記録上、錯誤があったこともありうる。苩加の反乱で苩氏一族に打撃があったはずだが、苩加以後、3世代~4世代以後である一百年以上が過ぎても、苩奇が貴族出身で、達率を務めながら、中央に進出するのをみたら、苩氏が大姓八族の地位を粘り強く維持していたとみられる。 苩加と苩奇は貴族出身であり、白加と白昧淳は義父であることから、苩氏と白氏は異なった姓氏であるとしても、何らかの事情で分派された氏族でありうると推定される。 
同じ時期またはその以前に、新羅にも白氏と推定される人物がいた。白竜は629年（真平王51年）、新羅の波珍飡にいたが、白氏であるかどうかは確実にできない。7世紀に生きていた元暁大師の兄である薛乙臣の妻が定山白氏で白氏夫人だったとの記録は慶州や淳昌の「薛氏譜」にある。「慶州薛氏族譜」には、薛乙臣の上の世代である新羅初期にも、さまざまな白氏夫人たちの記録がある。「薛氏譜」は新羅白氏の存在を提示する。

## 今の白氏との関係
高麗白氏の長らくの本貫は、上党（清州）・稷山（天安）・藍浦（保寧）・大興（礼山）・新豊（公州）、林川（扶余）等である。上党は百済の上党県で上党城があって、稷山は馬韓の本邑であって、百済の慰礼城である。藍浦にも周留城に訂正されることもある烏栖山城など13個の山城たちが集中的に分布している。大興は任存城で、新豊は百済中下代の首都熊津城であって、林川は加林城であり、すぐ扶余なので泗沘城と隣になっている。全て百済で戦略的に価値がとても高かった大村であって、古邑城たちであり、各々百済の歴史と不可分の関係を持っている遺跡地たちである。
衛士佐平として加林城で東城王に反旗を翻した苩加は大姓八族であって、新興の強者として熊津の土着の豪族だった。百済末期である武王の時の苩奇は達率、将軍として再び苩氏が現われる。
水原など白氏の異なった本貫が麗末鮮初に踏み込んで現われるのに比べ、高麗白氏たちが高麗初または中期にすでに代表的な百済古邑ごとに本貫を編んでいたということは、660年に滅亡した百済の遺民苩氏たちが亡国百済から高麗創業に続く300年の間、「苩氏」を「白氏」に替え、代を次いで、そこに定住した結果がないというのなら、説明するのが困難だと見るのである。上党と新豊本貫は消滅されたが、稷山本貫は朝鮮中期、林川は朝鮮後期を経て、藍浦・大興本貫と共に、今も続いてきている。亡国の遺民たちや百済書記と共に、国と家門の歴史が共に消失して文献的に考証する道がない。

## 主要人物
- 苩加 - 衛士佐平で加林城（朝鮮語版）（扶余郡林川面聖興山城（朝鮮語版））城主になりかけて、百済の東城王を弑害して反乱を起した。
- 白昧淳 - 百済の鑪盤博士で、588年（百済威徳王35年）寺院建築技術者として倭に派遣された。
- 白加 - 百済の画家で、588年（威徳王35年）、倭に派遣された。
- 苩奇 - 達率を務めた百済武王の時の将軍である。

## 注解
1. ↑  麗末鮮初に、二君に事えざることを胸に刻みながら、後孫たちに李氏朝鮮で官途に就いてはならないと言った家門たちは全て散り散りになった。そんな中でも藍浦・大興などの白氏たちは朝鮮中期以後には壬辰の乱や丙子の乱に遭い、白仁国・白見竜（朝鮮語版）・白中立らが起義し、李朝末には白弘洙の息子白楽寛（朝鮮語版）が殉国するなど系統を継いできている。